# Шкала наблюдения для диагностики аутизма
ÁDOS (от англ. — Autism Diagnostic Observation Schedule) — методика диагностического обследования на наличие аутизма, актуально второе издание ADOS-2. Авторы — Кэтрин Лорд (Catherine Lord, Ph.D.), Майкл Раттер (Michael Rutter, M.D., FRS), Памела Ди Лаворе (Pamela C. Dilavore, Ph.D.), Сьюзан Ризи (Susan Risi, Ph.D.), Кэтрин Готэм (Katherine Gotham, Ph.D.), Сомер Л.Бишоп (Somer L.Bishop, Ph.D.), Рианнон Джей Лаистер (Rhiannon J.Luyster, Ph.D.), Уитни Гатри (Whitney Guthrie, M.S.). Перевод на русский язык осуществили А.Сорокин, Е.Давыдова, К.Салимова.
ADOS представляет собой структурированный, удобный в использовании, объективный инструмент оценки поведения, взаимодействия с людьми и предметами. Применяет для обследования лиц разного возраста (дети от 12 месяцев, подростки и взрослые).
Диагностическое руководство содержит пять модулей. Модуль Т предназначен для работы с детьми ясельного возраста, модули 1 и 2 — для работы с детьми от 31 месяца и старше, модули 3 и 4 — для работы с младшими подростками, подростками и взрослыми. При выборе модуля специалист руководствуется в первую очередь уровнем развития экспрессивной речи и во вторую очередь — возрастом участника.
Каждый модуль содержит протокол, который заполняется в ходе обследования, и набор игр, игрушек и задания для проведения интервью.
Для работы с Планом диагностического обследования при аутизме специалист должен пройти дополнительное обучение и получить сертификат, удостоверяющий его право использовать ADOS в своей работе.
Во время приёма ведётся наблюдение за поведением участника в игре или при выполнении заданий и заполняется протокол. По результатам наблюдений специалист составляет заключение, которое содержит, в числе прочего, качественную и количественную оценку следующих показателей:
1. адекватность социального взаимодействия (реакцию на имя, обращение с просьбой или предложением, разделение удовольствия от общения);
2. проявления тревоги, раздражительности, агрессии, игнорирования обращений и действий, самоповреждающего поведения;
3. наличие стереотипных движений и действий, вычурных или навязчивых форм поведения, ритуалов, необычных или чрезмерных сенсорных интересов;
4. уровень развития речи;
5. уровень развития игры или иной деятельности, характерной для возраста обследуемого;
6. наличие социальных инициатив.

Заключение содержит оценку в баллах степени выраженности симптомов, связанных со спектром аутизма. Оно может быть использовано в сочетании с иной информацией для постановки клинического диагноза. Например, специалист может использовать заключение ADOS вместе с результатами, полученными в ходе проведения ADI-R (интервью для диагностики аутизма).